# سارة بويسن
سارة بويسن (بالإنجليزية: Sarah Boysen)‏ هي عالمة نفس أمريكية، ولدت في 5 مارس 1949.